# Cut and Shoot
La ville américaine de Cut and Shoot est située dans le comté de Montgomery, dans l’État du Texas. Sa population s’élevait à 1 070 habitants lors du recensement de 2010, estimée à 1 290 habitants en 2016.

## Démographie
| Groupe            | Cut and Shoot | Texas | États-Unis |
| ----------------- | ------------- | ----- | ---------- |
| Blancs            | 87,2          | 70,4  | 72,4       |
| Autres            | 8,3           | 10,6  | 6,4        |
| Métis             | 2,4           | 2,7   | 2,9        |
| Afro-Américains   | 1,0           | 11,9  | 12,6       |
| Amérindiens       | 0,8           | 0,7   | 0,9        |
| Asiatiques        | 0,2           | 3,8   | 4,8        |
| Total             | 100           | 100   | 100        |
|                   |               |       |            |
| Latino-Américains | 15,1          | 37,6  | 16,7       |

Selon l'American Community Survey, pour la période 2011-2015, 86,53 % de la population âgée de plus de 5 ans déclare parler l'anglais à la maison, 12,67 % l'espagnol et 0,80 % une autre langue.

## Personnalité liée à la ville
- Debra Maffett (Miss America 1983)